# コシュート・ラヨシュ

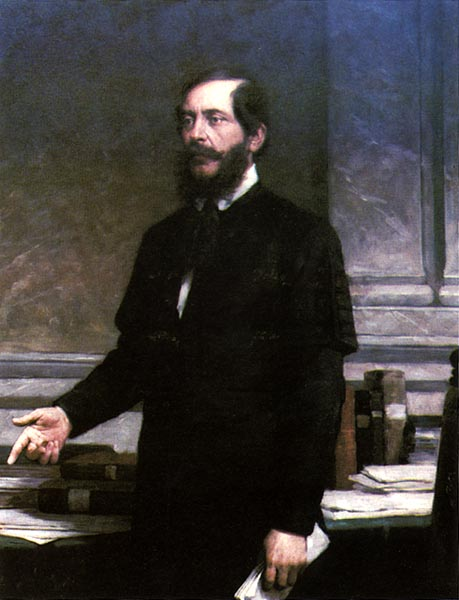
コシュート・ラヨシュ

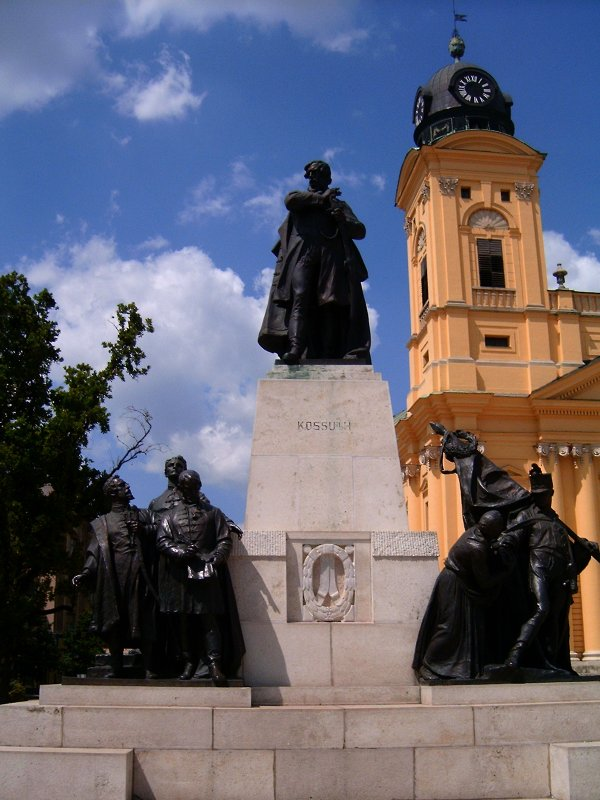
デブレツェンのコシュート像

コシュート・ラヨシュ（ハンガリー語: Kossuth Lajos ハンガリー語発音: [ˈkoʃuːt ˌlɒjoʃ], 1802年9月19日 - 1894年3月20日）は、19世紀ハンガリー王国の政治家、革命家。「コシュート」は「コッシュート」とも表記する。

## 生涯

### ウィーン体制下
1802年、ゼンプレーン地方の小さな町モノクで、小さな所領を持ち、弁護士を職業とする下流貴族の長子として生まれた。コシュート家の祖先は13世紀から現在はスロバキアに属するトゥローツ地方に住んでいた。過去の一時期においてコシュート家はスロバキア語を使っていたこともあり、また、度々休暇を共に過ごした叔父コシュート・ユライ (Košút Juraj) はスロバキアの熱狂的な愛国者であった。しかし、コシュート家はハンガリー王国を構成する貴族の一員であり、一家の持つスロバキア系の血統が政治的に問題視されることはなかった。ラヨシュ自身も自身をハンガリー人だと認識しており、さらに興味深いことには公的に国家としてのスロバキアの存在を否定している。ちなみに母、カロリーナ・ヴェーバー (Karolina Weber) はルター派のドイツ系であり、ラヨシュ自身はハンガリー系、スロバキア系、ドイツ系の祖先を持つことになる。
ペシュト王立大学(後のブダペシュト大学)で法律を学んだのち、父の跡を継いで故郷で弁護士となり、1825年にはペシュト（現在のブダペシュトの一部）議会の議員となった。1832年から1836年のポジョニ（当時のハンガリーの首都。現在のブラチスラヴァ）での国会開会中に発刊した『議会通信』の内容が、ウィーンの批判を含む急進的な内容であるという理由で発行禁止となり、1837年に懲役4年の刑を宣告された（実際は3年で釈放）。しかし、釈放後には『ペシュト新報』を発刊し、編集長として徹底した社会改革と完全な民族独立を掲げて国民の間に人気を博し、漸進的改革をとなえるセーチェーニ・イシュトヴァーンから政治的指導権を奪った。1847年、国会議員に選ばれ、優れた弁舌で急進派をリードした。

### 1848年革命とハンガリー
1848年、パリの二月革命に呼応して、コシュートは封建的特権、農奴制の廃止やウィーンからの独立を議会演説で主張し、多くのマジャル人の支持を集めた。1848年3月のペシュト蜂起は、皇帝フェルディナントの譲歩を引き出し、コシュートも初代のハンガリー内閣（首相バッチャーニ・グスターフ）のもとで財務大臣に就任し、近代的諸改革が実施された。しかし、革命の中心地であったフランスで六月蜂起（六月暴動）が失敗に終わるなど、各地の自由主義運動が衰退へ向かうと、再びオーストリア政府は強硬策へと転じることになり、クロアチアの軍人ヨシップ・イェラチッチを派遣してハンガリーを圧迫した。1849年、劣勢となったコシュートはデブレツェンに拠点を移して抵抗し、正式にハンガリーの独立を宣言した。ハプスブルク家のハンガリー王位を否定して、自らも執政官に就任した。軍勢の巻き返しにも成功し、ブダペシュトの奪回に成功する。

### 革命の挫折と晩年

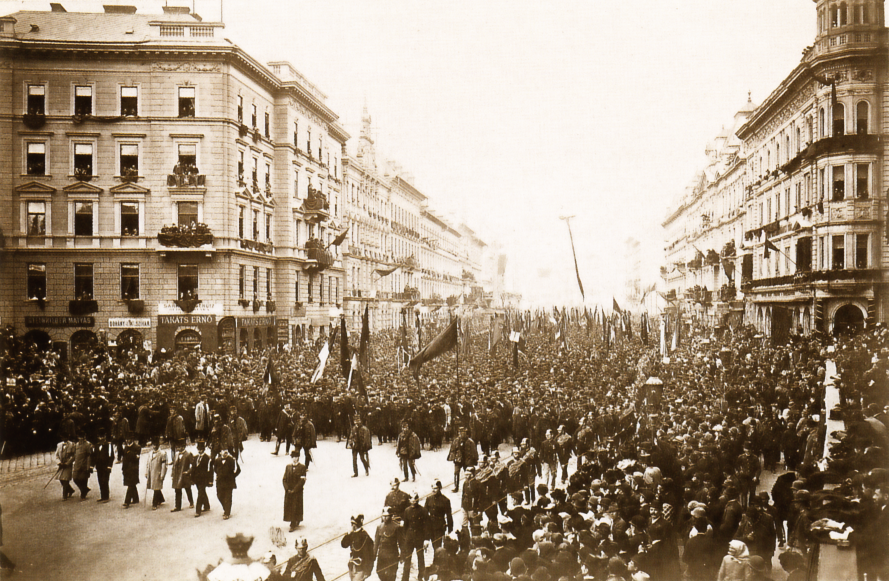
ブダペシュトで行われたコシュートの葬儀（1894年）

再び、ハプスブルク家の軍勢が押し寄せたうえ、ロシア帝国がオーストリアを支持したことで危機的状況になり、ブダペシュト包囲を経て街は陥落した。コシュートは8月にオスマン帝国に亡命し、1851年まで滞在した。
1851年から1852年には、アメリカ合衆国のニューヨークに亡命して、その後イギリス・ロンドンやフランス・パリなどへ身を寄せた。その間にカール・マルクス、フランス亡命中にジュゼッペ・マッツィーニと接触があった。
その後、1861年にイタリアに移り、1865年にトリノに移り、1867年にアウスグライヒによってオーストリア・ハンガリー二重帝国が成立するが、彼はこれを真のハンガリー独立ではないとして受け入れなかった。1887年に東海散士の訪問を受けた。
以降のコシュートはそのまま祖国に帰国せず、1894年にトリノで死去した。彼の遺体はハンガリーに戻され、盛大な葬儀ののちにブダペシュトのケレペシ墓地に埋葬された。
1890年には彼のもとを訪れたハンガリー人たちの要望に応えて蝋管にメッセージを録音した。この録音は現存しており（外部リンク参照）、コシュートは歴史上の人物としては肉声を録音に残した最初の一人となった。